# Куп домаћих нација 1889.
Куп домаћих нација 1889. (службени назив: 1889 Home Nations Championship) је било 7. издање овог најелитнијег репрезентативног рагби такмичења Старог континента.
Прво место су освојили Шкотланђани.

## Такмичење
Шкотска - Велс 2-0
Ирска - Шкотска 0-1
Велс - Ирска 0-2

## Табела
|   | Селекција                    | ИГ | Д | Н | И | ПД | ПП | ПР | Б |  |
| - | ---------------------------- | -- | - | - | - | -- | -- | -- | - |  |
| 1 | Рагби репрезентација Шкотске | 2  | 2 | 0 | 0 | 1  | 0  | +1 | 4 |  |
| 2 | Рагби репрезентација Ирске   | 2  | 1 | 0 | 1 | 0  | 1  | -1 | 2 |  |
| 3 | Рагби репрезентација Велса   | 2  | 0 | 0 | 2 | 0  | 0  | 0  | 0 |  |

| Победник Купа домаћих нација 1889.                       |
| -------------------------------------------------------- |
| Репрезентација Шкотске 2. титула првака Европе у рагбију |